# Campeonato Paulista de Futebol de 1912
O Campeonato da Liga Paulista Foot-Ball de 1912 foi a 11.ª edição da competição entre clubes de futebol paulistanos filiados à LPF. É reconhecido oficialmente pela Federação Paulista de Futebol como a 11.ª edição do Campeonato Paulista de Futebol. Disputado entre 7 de abril e 27 de outubro, contou com a participação de sete equipes, teve o Americano como campeão e o Paulistano em segundo lugar. Friedenreich, do Mackenzie, terminou como artilheiro, com 16 gols.

## História
No dia 29 de fevereiro de 1912, a assembleia geral da Liga Paulista de Foot-Ball se reuniu para eleger sua nova diretoria. O encontro ocorreu nos escritórios cedidos pela Casa Vanorden (família que controlava o Americano), em lugar da sala do edifício Martinico Prado (família que controlava o Paulistano), que nos anos anteriores era emprestada pelo major Fonseca (ex-presidente da liga). Foi eleito como presidente o estadunidense William Edward Lee, um empresário do comércio importador e agente consular dos Estados Unidos em São Paulo. Sem qualquer experiência anterior como esportista, Lee era um aliado dos Vanorden, família que possuía profundos laços com os Estados Unidos e a Igreja Presbiteriana. Daquela reunião, não havia representantes do Paulistano, em um sinal de descontentamento da agremiação que, embora continuasse dentro da liga, havia ditado os rumos por uma década da entidade e perdia autoridade política.
A mudança na direção da LPF, pela primeira vez fora do controle da elite fazendeira, logo se comprovou com o aumento do número de participantes no campeonato daquela temporada, com o retorno dos antigos filiados Internacional, perdoado do banimento sofrido três anos antes, e Mackenzie, cujo núcleo futebolístico foi recriado cinco anos após ter sido extinto pela direção do Mackenzie College.
Tradicionalmente com seu início agendado para maio, o torneio de 1912 foi antecipado para abril para acomodar o aumento de partidas. A disputa pelo título foi protagonizada por Americano e Paulistano. Com ambos se revezando na liderança até meados de julho, o segundo confronto entre ambos ocorreu em 11 de agosto e resultou na vitória americana por 2-0 e a retomada do primeiro lugar, com 14 pontos em oito partidas, ante os 13 pontos e nove partidas do clube do Velódromo.
Mas na sequência o Paulistano perdeu um de seus jogos e ficou em situação difícil, enquanto o Americano venceu mais duas. Em 27 de outubro, o Americano venceu o Germânia por 3-0, chegando a 18 pontos e ainda com um jogo a mais por fazer (podendo atingir 20 pontos). Embora o segundo colocado Paulistano somasse 15 pontos e ainda tinha duas partidas antes do término da competição (podendo alcançar 19 pontos), as quatro partidas restantes do campeonato (Americano - Internacional; Paulistano - Mackenzie; Paulistano - São Paulo AC; Internacional - Mackenzie) foram canceladas em comum acordo entre os clubes, por conta de uma excursão de um combinado paulista ao Rio Grande do Sul, não restando datas para a realização dos jogos pendentes, e o Americano sagrou-se campeão pela primeira vez.
Ao final, foram realizados 38 jogos no campo do Velódromo Paulista, com 162 gols marcados (uma média de 4,26 por partida).
O campeonato marcou a última participação do São Paulo Athletic, o primeiro e até então maior vencedor da LPF, em competições oficias. O Mackenzie e o Paulistano também abandonariam a liga na temporada seguinte, mas para fundar a dissidente Associação Paulista de Sports Athleticos.

## Participantes
| Equipe                  | Cidade     | Fundação               | Participação | Títulos                     |
| ----------------------- | ---------- | ---------------------- | ------------ | --------------------------- |
| Americano               | São Paulo* | 21 de maio de 1903     | 5ª           | -                           |
| Germânia                | São Paulo  | 7 de setembro de 1899  | 11ª          | 1 (1906**)                  |
| Internacional           | São Paulo  | 19 de agosto de 1899   | 9ª           | 1 (1907)                    |
| Mackenzie               | São Paulo  | 18 de agosto de 1898   | 6ª           | -                           |
| Paulistano              | São Paulo  | 29 de dezembro de 1900 | 11ª          | 2 (1905 e 1908)             |
| São Paulo Athletic      | São Paulo  | 13 de maio de 1888     | 11ª          | 4 (1902, 1903, 1904 e 1911) |
| Club Athletico Ypiranga | São Paulo  | 10 de julho de 1906    | 3ª           | -                           |

*Naquela temporada, o Americano transferiu sua sede de Santos para São Paulo.
**A Liga Paulista de Foot-Ball considerou o campeonato de 1906 sem vencedor, mas o título é reconhecido pela Federação Paulista de Futebol como do Germânia.

## Tabela
07/4 Americano      2-0  São Paulo AC
14/4 Paulistano     8-3  Ypiranga
20/4 Americano      3-2  Mackenzie
21/4 Internacional  3-2  Germânia
28/4 Paulistano     1-1  Americano
03/5 Mackenzie      8-2  Ypiranga
05/5 Internacional  2-2  Ypiranga
12/5 Paulistano     4-2  Germânia
13/5 Mackenzie      4-0  Internacional
19/5 Americano      3-0  Ypiranga
26/5 Paulistano     3-1  São Paulo AC
02/6 Internacional  1-0  São Paulo AC
09/6 Americano      1-1  Internacional
16/6 São Paulo AC   3-2  Ypiranga
23/6 Paulistano     3-1  Internacional
29/6 Paulistano     2-0  Mackenzie
30/6 Germânia       2-1  Ypiranga
07/7 Germânia       1-1  São Paulo AC
13/7 Mackenzie      6-2  São Paulo AC
14/7 Americano      2-0  Germânia
20/7 Germânia       2-1  Mackenzie
21/7 São Paulo AC   0-3  Americano
28/7 Ypiranga       1-2  Paulistano
04/8 Germânia       1-1  Internacional
11/8 Americano      2-0  Paulistano
15/8 Mackenzie      2-2  Germânia
18/8 Ypiranga       3-1  Internacional
24/8 São Paulo AC   0-5  Mackenzie
25/8 Germânia       3-1  Paulistano
01/9 Ypiranga       1-7  São Paulo AC
07/9 Ypiranga       3-4  Mackenzie
15/9 São Paulo AC   1-0  Internacional
29/9 Ypiranga       2-2  Americano
06/10 Internacional  1-4  Paulistano
12/10 Mackenzie      3-3  Americano
13/10 Ypiranga       0-8  Germânia
20/10 São Paulo AC   1-4  Germânia
27/10 Germânia       0-3  Americano
Internacional x Americano (não realizado)
Mackenzie x Paulistano (não realizado)
São Paulo AC x Paulistano (não realizado)
Internacional x Mackenzie (não realizado)

## Classificação final
| Classificação - Final | Classificação - Final | Classificação - Final | Classificação - Final | Classificação - Final | Classificação - Final | Classificação - Final | Classificação - Final | Classificação - Final | Classificação - Final |
| Time | Time                  | PG                    | J                     | V                     | E                     | D                     | GP                    | GC                    | SG                    |
| --- | --------------------- | --------------------- | --------------------- | --------------------- | --------------------- | --------------------- | --------------------- | --------------------- | --------------------- |
| 1 | Americano             | 18                    | 11                    | 7                     | 4                     | 0                     | 25                    | 9                     | 16                    |
| 2 | Paulistano            | 15                    | 10                    | 7                     | 1                     | 2                     | 28                    | 15                    | 13                    |
| 3 | Germânia              | 13                    | 12                    | 5                     | 3                     | 4                     | 27                    | 20                    | 7                     |
| 4 | Mackenzie             | 12                    | 10                    | 5                     | 2                     | 3                     | 35                    | 19                    | 16                    |
| 5 | Internacional         | 7                     | 10                    | 2                     | 3                     | 5                     | 11                    | 21                    | - 10                  |
| 6 | São Paulo Athletic    | 7                     | 11                    | 3                     | 1                     | 7                     | 16                    | 28                    | - 12                  |
| 7 | Ypiranga              | 4                     | 12                    | 1                     | 2                     | 9                     | 20                    | 50                    | - 30                  |
| PG - pontos ganhos; J - jogos; V - vitórias; E - empates; D - derrotas; GP - gols pró; GC - gols contra; SG - saldo de gols |                       |                       |                       |                       |                       |                       |                       |                       |                       |

|  |                        |
|  | Campeão da LPF de 1912 |

## Premiação
| Campeão Paulista de 1912 |
| ------------------------ |
| AMERICANO (1º título)    |